# 2008–2009-es magyar gyeplabdabajnokság
A 2008–2009-es magyar gyeplabdabajnokság a hetvenkilencedik gyeplabdabajnokság volt. A bajnokságban öt csapat indult el, a csapatok két kört játszottak.

## Tabella
| #  | Csapat          | M | Gy | D | V | G+ | G- | P  | Megjegyzés     |
| -- | --------------- | - | -- | - | - | -- | -- | -- | -------------- |
| 1. | Építők HC       | 8 | 7  | 1 | 0 | 43 | 12 | 21 | 1 pont levonva |
| 2. | Rosco SE        | 8 | 6  | 1 | 1 | 53 | 17 | 19 |                |
| 3. | Olcote HC       | 8 | 4  | 0 | 4 | 24 | 25 | 11 | 1 pont levonva |
| 4. | Rosco SE II.    | 8 | 2  | 0 | 6 | 15 | 41 | 6  |                |
| 5. | Szt. László DSE | 8 | 0  | 0 | 8 | 6  | 46 | 0  |                |

* M: Mérkőzés Gy: Győzelem D: Döntetlen V: Vereség G+: Ütött gól G-: Kapott gól P: Pont